# Isadelphina vinacea
Isadelphina vinacea là một loài bướm đêm trong họ Noctuidae.